# Somkiat Chantra
Somkiat Chantra (Chonburi, 15 de dezembro de 1998) é um motociclista tailandês, que atualmente compete no MotoGP pela LCR Honda.

## Carreira
Depois de 2 temporadas na FIM CEV Moto3 Junior World Championship e após vencer a Shell Advance Asia Talent Cup de 2016, Somkiat Chantra estreou na Moto3 em 2018, disputando o Grande Prêmio de seu país natal como wildcard, pilotando uma Honda NSF250RW #35 da AP Honda Racing Thailand. Encerrou a prova em 9º lugar.
Para 2019, assinou com a Idemitsu Honda Team Asia para disputar a temporada completa da Moto2.

## Links
- Perfil de Somkiat Chantra - MotoGP (em inglês)
- (em inglês)